# Perieres

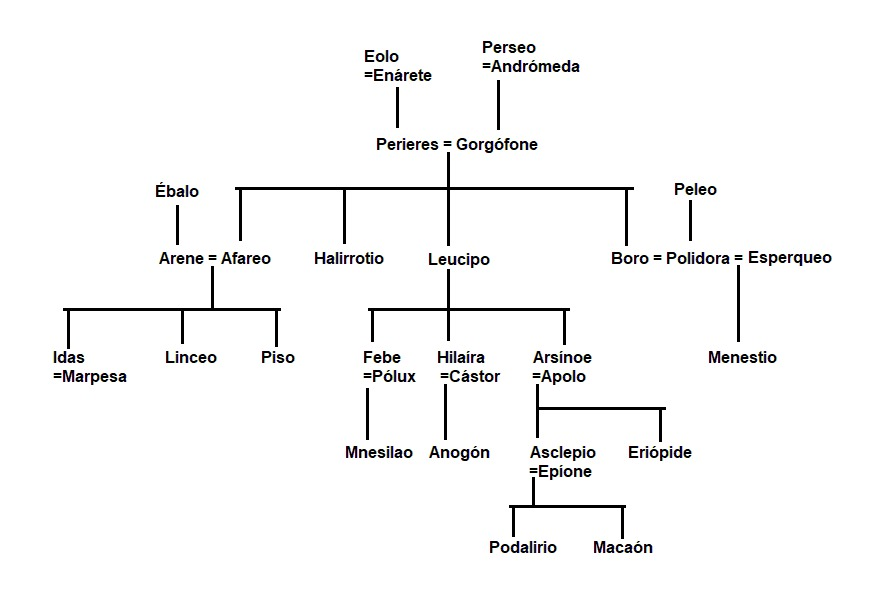
Genealogia de Perieres.

Segons la mitologia grega, Perieres (en grec antic Περιήρης), va ser un rei de Messènia. El més habitual és considerar-lo fill d'Èol i d'Enàrete. En aquest cas és l'heroi de qui descendeixen els eolis de Messènia. Allà, com a rei d'Andània, es va casar amb Gorgòfone, la filla de Perseu, i fou pare de Leucip i d'Afareu. De vegades se li atribueixen uns altres dos fills, Tindàreu i Icari. En aquesta genealogia, Perieres és l'avantpassat comú dels Tindàrides (els Dioscurs, Helena i Clitemnestra), de les Leucípides (Febe i Hilaïra) de Penèlope, de Linceu i d'Idas.
Una altra tradició diu que Perieres és fill de Cinortas, i, per tant, no es remunta al llinatge de Deucalió, sinó al de Lacedèmon, i directament a través d'ell, de Zeus i Taígete. Aquesta genealogia prové d'Esparta.